# Ludi rimski carevi
Ludi rimski carevi je bila znanstveno-popularna televizijska serija u produkciji HTV-a iz 2006. godine.

## Sadržaj
Serija se bavi predrasudama o četvorici rimskih careva (Kaligula, Neron, Komod i Elagabal), koje je povijest zapamtila kao okrutne i psihički poremećene vladare. U seriji autor Božidar Domagoj Burić, uz pomoć eminentnih svjetskih i hrvatskih povjesničara, dokazuje kako je riječ o propagandi koja nema previše veze s povijesnom istinom, te da su navedeni carevi zapravo bili sposobni vladari, koji su imali nesreću da se sukobe sa Senatom i tradicionalnim Rimom, te su zbog toga ocrnjeni od strane rimskih pisaca poput Tacita i Svetonija. 

## Uloge i naracija
Serija je rađena u igrano-dokumentarnoj formi, uz korištenje kompjutorskih vizualnih efekata te maketa starog Rima, koje je izradio Dimitrije Barb. U seriji su u ulozi stručnih komentatora sudjelovali najveći svjetski stručnjaci za antičku povijest iz Oxforda, Sorbonne, Berlina: dr. Martin Henig, dr. Simon Price, dr. Annalisa Marzano, dr. Yann LeBohec, dr. Aloys Winterling i drugi. Također su sudjelovali i eminentni hrvatski znanstvenici, prof.dr.sc. Petar Selem, prof.dr.sc. Bruna Kuntić-Makvić i prof.dr.sc. Marina Milićević-Bradač.
Za seriju su pokazale interes brojne televizijske i distribucijske kuće diljem svijeta, u čijim je zemljama serijal emitiran (Italija, Rusija, SAD, Argentina, Monaco, Vatikan, itd.). Producenti serijala su Miro Mioč i Miroslav Rezić, montažer Dubravko Prugovečki, direktor fotografije Branko Cahun, a redatelj, scenarist i skladatelj glazbe je Božidar Domagoj Burić.
Zanimljivost serijala je i u činjenici da su naslovne uloge tumačili naturščici, pretežito iz neposrednog autorovog televizijskog okruženja, volonterski. Glumačku postavu su činili Miroslav Rezić (Kaligula), Srđan Sekulović (Neron), Stjepan Burić (Komod), Božidar Essert (Elagabal), Jasna Burić (Agripina Mlađa), Dominik Zen (Tacit), Ninoslav Lovčević (Svetonije), Marina Medved-Puljić, Petra Crnko, Renata Labaš, Davor Oblak, Tomislav Moslavac, Ivica Dlesk, Tihana Rašeta, Krešimir Čokolić, Dario Maćešić i mnogi drugi.